# KKL Stal Stalowa Wola
Katolicki Klub Lekkoatletyczny Stal Stalowa Wola – lekkoatletyczny klub sportowy z siedzibą w Stalowej Woli, do 1998 sekcja ZKS Stal Stalowa Wola, w latach 1998–2021 pod nazwą KKS Victoria Stalowa Wola, od 2022 pod nazwą KKL Stal Stalowa Wola, na mocy fuzji klubów KKS Victoria Stalowa Wola i MKL Sparta Stalowa Wola. Klub zajmuje się głównie szkoleniem młodzieży. Uznawany jest za jeden z najlepszych klubów sportowych w województwie podkarpackim. 

## Historia
Po II wojnie światowej przy klubie sportowym ZKS Stal Stalowa Wola utworzono sekcję lekkoatletyki. Istniała ona do 1998 roku. Wtedy to zawodnicy, trenerzy i działacze założyli klub Victoria Stalowa Wola. Pierwsze wybory do zarządu klubu odbyły się 8 grudnia 1998 roku. 
10 grudnia 2021 walne nadzwyczajne zgromadzenie członków KKS Victoria, na mocy fuzji klubów KKS Victoria Stalowa Wola i MKL Sparta Stalowa Wola powołało do życia od 1 stycznia 2022 KKL Stal Stalowa Wola. Prezesem klubu został Paweł Drapała, a dotychczasowy prezes KKS Victoria Stanisław Anioł otrzymał tytuł honorowego prezesa zarządu. W 2022 sekcja lekkoatletyczna posiadała również sekcję szachową.

## Sukcesy
Zawodnicy do 2022 zdobyli łącznie 416 medali w różnych kategoriach wiekowych mistrzostw Polski. Jako sekcja ZKS Stal Stalowa Wola, aktywna w latach 1946-1998, zdobyła 164 medale (49 złotych, 72 srebrne, 43 brązowe). MKL Sparta Stalowa Wola, aktywny w latach 1982-2021, zgarnął 27 medali (6 złotych, 9 srebrnych, 12 brązowych). KKS Victoria Stalowa Wola, aktywny w latach 1999-2021, wywalczył 225 medali (82 złote, 73 srebrne, 70 brązowe). Natomiast klub KKL Stal Stalowa Wola, powstały w 2022 roku, zdobył 8 medali (4 złote, 4 srebrne, 0 brązowych). 